# Ning Ying
Ning Ying (en chinois : 宁瀛), née le 23 octobre 1959 à Pékin, est une réalisatrice chinoise.

## Biographie
Née en 1959 à Pékin, elle entre à l’Academie de Cinéma de Pékin en 1978. Elle fait partie avec Chen Kaige et Zhang Yimou de la prestigieuse promotion 1982. En 1982 elle obtient une bourse pour étudier en Italie, où elle est admise au Centre Expérimental de Cinématographie à Rome. Elle collabore alors aux côtés de Bernardo Bertolucci en tant qu’assistante réalisatrice sur le tournage du film Le Dernier Empereur (L’ultimo Imperatore) en 1987.
Peu de temps après elle retourne en Chine où elle fait ses premiers pas dans la réalisation en 1990, avec le long métrage : Quelqu’un est tombé amoureux de moi (有人偏偏 爱上我, You ren pianpian ai shang wo), un remake de Certains l'aiment chaud de Billy Wilder.
En 1993, Ning Ying enchaîne avec : Jouer pour le plaisir (找乐, Zhao le), premier volet de la trilogie de Pékin, dont elle est également scénariste. Le film raconte l’histoire d’un groupe de vieux amateurs de l’Opéra de Pékin. Le film obtient en 1993 une succession de récompenses : le prix FIPRESCI au Festival international du film de Berlin, le prix du meilleur film au Festival de San Sebastián, le prix Tokyo Gold au Festival international du film de Tōkyō, ainsi que le Grand Prix du jury et la Montgolfière d'or au Festival des trois continents de Nantes.
En 1995, Ning Ying tourne Ronde de flics à Pékin (民警 故事, Minjing gushi), deuxième partie de la trilogie de Pékin. Au centre de l’histoire un commissariat de quartier, la station de police de Desheng à Pékin. Le film obtient en 1995 la Montgolfière d'argent au Festival des trois continents de Nantes. La réalisatrice connaît un beau succès grâce à ce film, ce qui lui vaut de devenir membre du Jury du Festival de Berlin en 1997.
En 2000, elle signe son quatrième film : Un taxi à Pékin (夏日暖样样, Xiari nuan yangyang), troisième volet de la trilogie de Pékin. À travers l’histoire d’un chauffeur de taxi, Ning Ying nous fait découvrir encore une fois la ville de Pékin, ses transformations à la suite du boom économique et des grandes réformes des années 1980 à 1990.
En 2005, elle réalise son dernier film de fiction : Perpetual Motion (无穷 动, Wu qiong dong).
Au cours de sa carrière, Ning Ying tourne aussi plusieurs documentaires : Dulin-Turin (都灵), en 1996 ;  Le chemin de fer de l’espoir （希望之旅, Xiwang zhi lu) en 2001 ; et In our own words (让孩子们 自己说，Rang haizimen ziji shuo) en 2002.

## Filmographie
- 1990 : Quelqu’un est tombé amoureux de moi (You ren pianpian ai shang wo)
- 1993 : Jouer pour le plaisir (找乐, Zhao le)
- 1995 : Ronde de flics à Pékin (民警故事, Minjing Gushi)
- 2000 : Un taxi à Pékin (夏日暖洋洋, Xiari nuanyangyang)
- 2001 : Le Chemin de fer de l'espoir (Xi wang zhi lü)
- 2005 : Perpetual Motion (无穷动, Wu qiong dong)
- 2013 : To Live and Die in Ordos (警察日记, Jǐngchá rìjì)
- 2015 : Romance Out of the Blue (浪漫天降, Làngmàn tiān jiàng)

## Récompenses
- 1993 : Montgolfière d'or au Festival des trois continents pour Jouer pour le plaisir
- 1993 : Tokyo d'or dans la catégorie Jeune cinéma au Festival international du film de Tōkyō pour Jouer pour le plaisir
- 1993 : Premio Euskal Media para Nuevos Realizadores au Festival de San Sebastián pour Jouer pour le plaisir
- 1995 : Best Film - International Feature Film Competition au Festival du film de Turin pour Ronde de flics à Pékin
- 1995 : Montgolfière d'argent au Festival des trois continents pour Ronde de flics à Pékin
- 1995 : Grand prix du long-métrage de fiction au Festival Entre vues pour Ronde de flics à Pékin
- 1996 : Mention spéciale au Festival du film de Fribourg pour Ronde de flics à Pékin
- 1995 : Mention spéciale du jury au Festival de San Sebastián pour Ronde de flics à Pékin
- 2002 : Prix du Cinéma du réel au Festival international de films documentaires Cinéma du réel pour Le Chemin de fer de l'espoir